# George Eastman
George Eastman   (Waterville, 12 de juliol de 1854 - Rochester, 14 de març de 1932) fou un empresari estatunidenc, fundador de l'Eastman Kodak Company i inventor del rodet de paper, que va substituir la placa de cristall, amb la qual cosa va aconseguir posar la fotografia a la disposició de la gent del carrer.

Eastman, de caràcter complex, es va fer multimilionari gràcies a les seves innovacions, i va invertir grans sumes de diners en diferents obres benèfiques. No obstant això, la seva inestabilitat psíquica el va dur al suïcidi. Va deixar una nota en la qual havia escrit: 
| « | El meu treball està fet, per què cal esperar? | » |

## Biografia
George Eastman va néixer a Waterville, Nova York. Fill de George Washington Eastman i Maria Eastman, tenia dues germanes grans, Ellen Maria i Katie, sent el fill més petit de la casa, una granja que els seus pares havien comprat l'any 1849. Tant éll com les seves germanes grans (Ellen Maria i Katie) van ser educats a casa, encara que a partir dels 8 anys George va anar a l'escola privada de Rochester.
A principis del 1840 el pare de George Eastman va obrir una escola de negocis a Rochester anomenada Eastman Commercial College. La salut del propi pare va començar a empitjorar i l'any 1860 la familia va acabar abandonant la granja per mudar-se a Rochester. Finalment acabaria morint el maig de 1862. Per sobreviure i pagar l'escola de George, la seva mare va acollir pensionistes.
Katie, la germana mitjana, va agafar la polio quan era jove i va acabar morint l'any 1870 quan en George tenia 16 anys. Ell va acabar deixant l'escola i va començar a treballar per ajudar a la seva família, que després de la mort del pare tenia menys ingressos. Quan Eastman va començar a tenir èxit en el negoci de la fotografia, es va comprometre a retornar-li el favor que havia fet la seva mare per criar-lo amb tots els esforços que va comportar.
George Eastman no es va casar mai. Tenia una relació molt propera amb la seva mare i la seva germana. El que si va tenir va ser una llarg amor platònic cap a Josephine Dickman, companya de negocis amb la que va tenir una relació més propera al morir la mare del George l'any 1907. Mencionar també que a Eastman li agradava viatjar i era un apassionat de tocar el piano.
La pèrdua de la seva mare va ser especialment dolorosa per George Eastman. Gairebé patològic ament preocupat pel decòrum, es va sentir incapaç de controlar les seves emocions davant dels seus amics per primer cop. Quan la meva mare va morir, vaig plorar tot el dia. Més endavant, el 4 de setembre de 1922, obriria el Eastman Theater a Rochester que inclouria una cambra dedicada a la memòria de la seva mare: el teatre Kilbourn.

## Vida personal
Eastman no es va casar mai. Estava a prop de la seva mare i de la seva germana Ellen Maria i la seva família. Va tenir una llarga relació platònica amb Josephine Dickman, una cantant formada i la dona del soci de negocis George Dickman. Es va apropar especialment a Dickman després de la mort de la seva mare, Maria Eastman, el 1907. També era un viatger àvid, li agradava la música i les tertúlies, i tenia passió per tocar el piano.
La pèrdua de la seva mare, Maria, va ser especialment aclaparadora per a George. Gairebé patològicament preocupat pel decor, es va trobar, per primera vegada, incapaç de controlar les seves emocions en presència dels seus amics. «Quan va morir la meva mare vaig plorar tot el dia», va dir més tard. «No podria haver parat de salvar la meva vida». A causa de la reticència de la seva mare a acceptar els seus regals, Eastman mai va poder fer prou per la seva mare durant la seva vida. Va continuar honrant-la després de la seva mort. El 4 de setembre de 1922 va obrir l’Eastman Theatre de Rochester, que incloïa una sala de música de cambra, Kilbourn Theatre, dedicada a la memòria de la seva mare. A la casa Eastman va mantenir un roser, utilitzant un tall de la casa de la seva infància.

## L'invent del rodet
El 1883 l'americà Eastman inventà el rodet fotogràfic, un rotlle de film flexible que feu possible la presa de diferents fotografies sense haver de canviar la pel·lícula.
El rodet de paper seria també alguna cosa bàsica per a la invenció del cinema, ja que el seu ús es trobava en les creacions dels pioners del cinema com Thomas Edison, els germans Lumière i Georges Méliès.

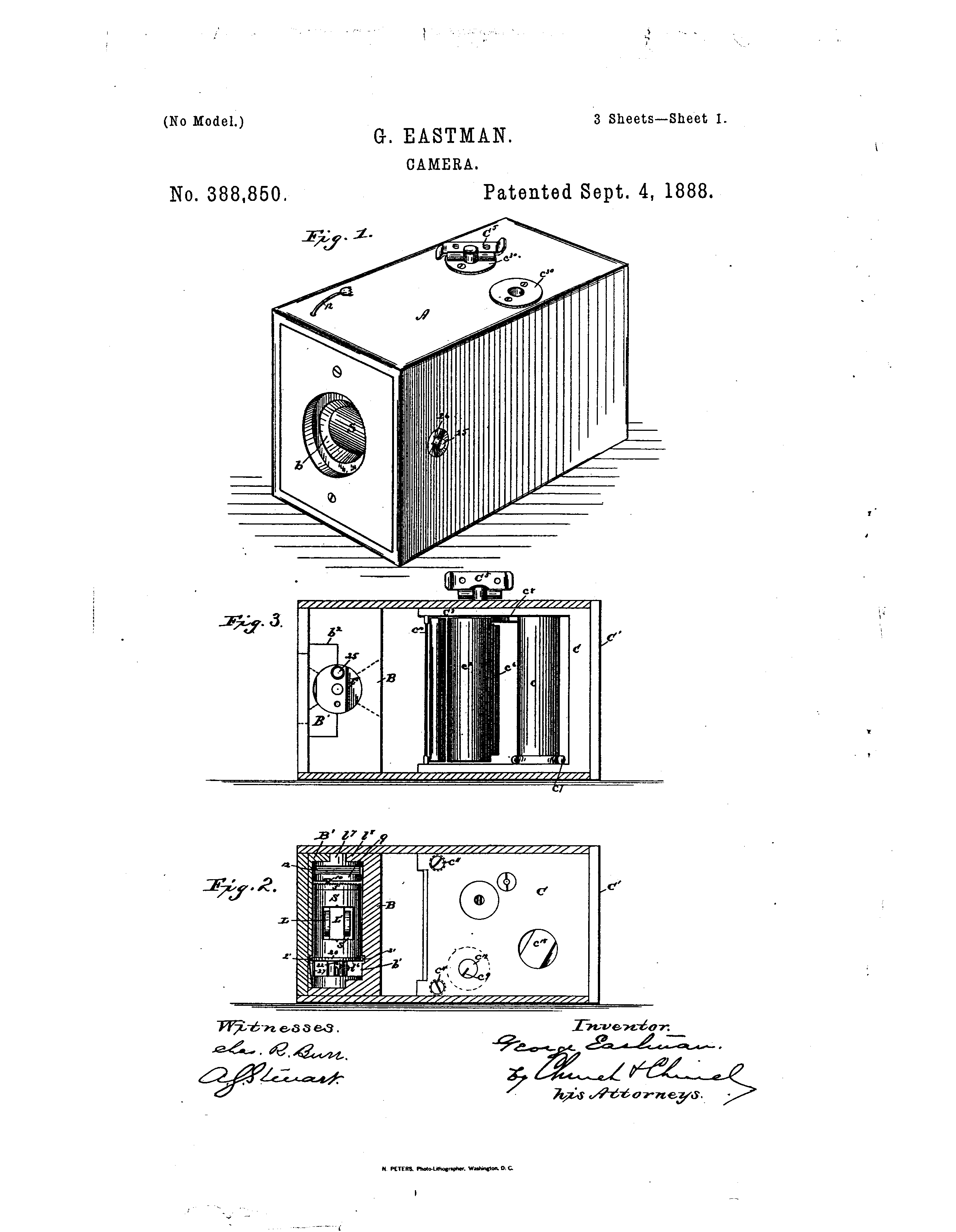
Pàgina 1 de la patent 388.850 presentada per George Eastman.

El 4 de setembre de 1888 Eastman va registrar la marca Kodak -un nom comercial sense significat, adoptat simplement perquè contenia dos cops la lletra k, la preferida d'Eastman i va rebre una patent per a la seva càmera que usava el rodet de paper.
El mateix 1888 llença al mercat la càmera Kodak 100 Vista, que utilitzava rodets de 100 fotos circulars i per a la campanya de promoció de les quals va encunyar la frase «Vosaltres premeu el botó, nosaltres fem la resta».
El més important és que a partir d'aquest moment ja no es requerien grans coneixements en fotografia o en la utilització de productes químics. Aquesta càmera es venia ja carregada i llesta per a realitzar les fotos. Una vegada usada, es retornava a la casa que n'extreia el rodet, es revelaven les fotos i les retornava juntament amb la càmera ja carregada.
Els preus eren molt econòmics, uns 25$ la càmera carregada i el rodet carregat i revelat només costava 10$. Això va suposar que l'ús de la fotografia es va poder estendre a tota la població, és per tant el moment de la socialització de la fotografia.
Ja en l'any 1889 Eastman canvia el rodet de paper per un de cel·luloide i uns anys més tard elimina la incomoditat d'haver de retornar la càmera sencera, al començar la comercialització d'un rodet protegit que permet la seva col·locació i extracció a plena llum.
És en aquests anys quan sorgeix la fotografia d'afeccionat tal com la coneixem en l'actualitat.

## Patents
- U.S. patent 226.503 Method and Apparatus for Coating Plates, sol·licitada el setembre de 1879, concedida l'abril de 1880.
- U.S. patent 306.470 Photographic Film, sol·licitada el 10 de maig de 1884, concedida el 14 d'octubre del mateix any.
- U.S. patent 306.594 Photographic Film, sol·licitada el 7 de març de 1884, concedida el 14 d'octubre del mateix any.
- U.S. patent 317.049 (amb William H. Walker) Roll Holder for Photographic Films, sol·licitada l'agost de 1884, concedida el maig de 1885.
- U.S. patent 388.850 Camera, sol·licitada el març de 1888, concedida el setembre del mateix any.
- U.S. patent 248.179 Photographic Apparatus, sol·licitada el 21 de juny de 1881, concedida l'11 d'octubre del mateix any. Venuda a David H. Houston.

## Llegat

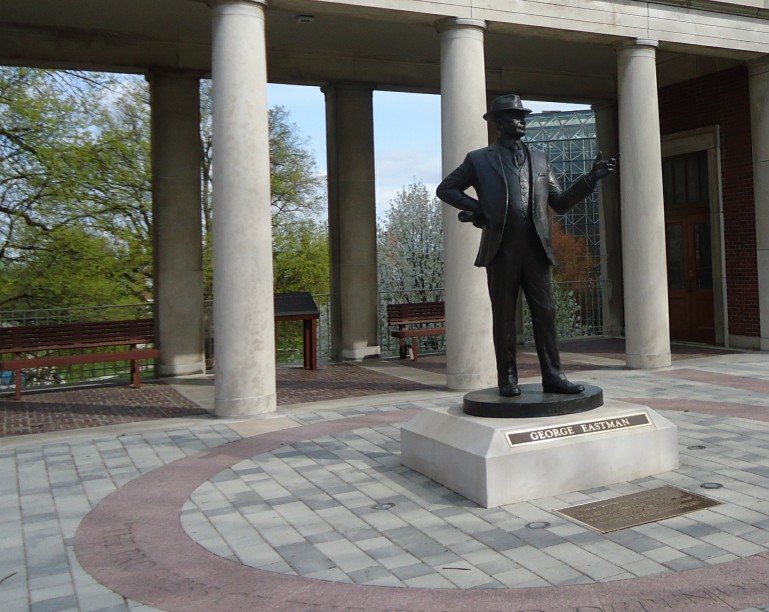
Estàtua d'Eastman a la Universitat de Rochester

Eastman va menystenir la notorietat pública i va intentar controlar amb força la seva imatge. Es va mostrar reticent a compartir informació a les entrevistes, i en diverses ocasions tant Eastman com Kodak van bloquejar als biògrafs l'accés total als seus registres. Finalment, es va publicar una biografia definitiva el 1996.
Eastman és l'única persona representada per dues estrelles a la categoria de pel·lícules al Passeig de la Fama de Hollywood, una al costat nord de l'illa 6800 de Hollywood Boulevard i l'altra al costat oest de la quadra 1700 de Vine Street. Tots dos reconeixen el mateix èxit, que va desenvolupar paper bromur, que es va convertir en un estàndard de la indústria cinematogràfica.
El Quadrangle Eastman del campus del riu de la Universitat de Rochester rep el nom d'Eastman. El Rochester Institute of Technology té un edifici dedicat a ell, en reconeixement del seu suport i donacions substancials. El MIT va instal·lar una placa d'Eastman en un dels edificis que va finançar. (Els estudiants freguen el nas de la imatge d'Eastman a la placa per tenir sort.)
Eastman havia construït una mansió al 900 East Avenue de Rochester. Aquí va entretenir amics a sopar i va fer concerts de música privats. La Universitat de Rochester va utilitzar la mansió per a diversos propòsits durant dècades després de la seva mort. El 1949, es va tornar a obrir després d'haver estat adaptat per utilitzar-lo com a George Eastman House International Museum of Photography and Film. Ha estat designat com a Monument històric nacional i ara es coneix com el Museu George Eastman.
La casa de la infància d'Eastman es va salvar de la destrucció. Va ser restaurat al seu estat durant la seva infància i s'exhibeix al Genesee Country Village and Museum.

## Honors i commemoracions
- El 1930 se li va concedir la Medalla d'Or de l'Institut Americà de Química.
- El 1934 es va inaugurar el Monument a George Eastman al Kodak Park (ara Eastman Business Park).[11]
- El 12 de juliol de 1954, l'oficina de correus dels EUA va emetre un segell commemoratiu de tres cèntims commemorant el 100è aniversari del naixement d'Eastman, que es va emetre per primera vegada a Rochester, Nova York.[12]
- També el 1954, per commemorar el 100è aniversari d'Eastman, la Universitat de Rochester va erigir un marcador meridià prop del centre d'Eastman Quadrangle al campus de la Universitat de Rochester utilitzant un regal de l'antic soci d'Eastman i alumne de la Universitat Charles F. Hutchison.[13]
- A la tardor de 2009, es va erigir una estàtua d'Eastman d'uns 18m al nord-est del marcador del meridià del Quadrangle Eastman de la Universitat de Rochester.
- El 1966, la George Eastman House va ser designada Monument Històric Nacional.
- L'auditori de la Dave C. Swalm School of Chemical Engineering de la Mississippi State University rep el nom d'Eastman, en reconeixement de la seva inspiració per a Swalm.
- El 1968, Eastman va ser inclòs al Saló de la Fama i Museu Internacional de la Fotografia.[14]

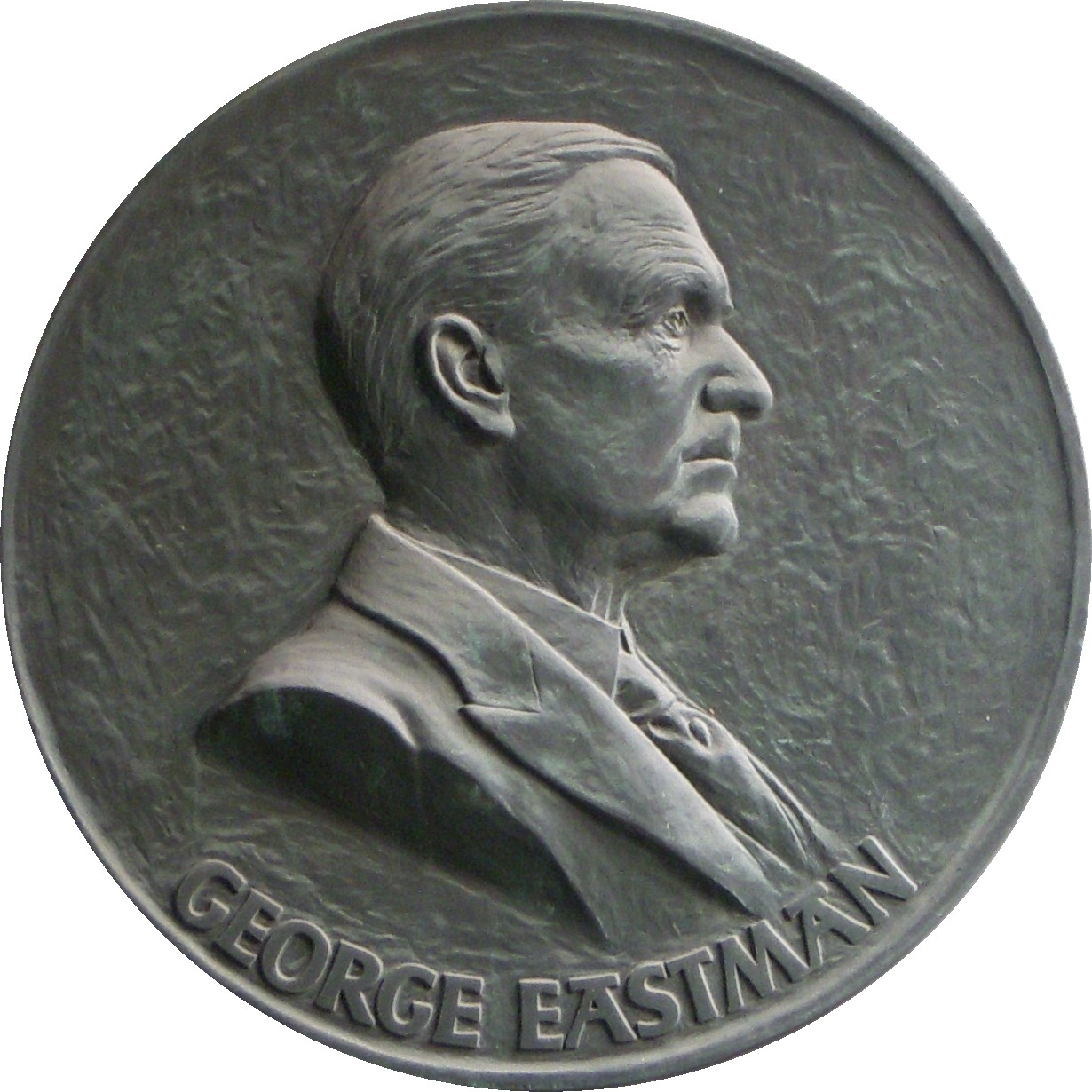
Medalló que representa a Eastman, penjat al vestíbul d'entrada de l'Eastman Institute
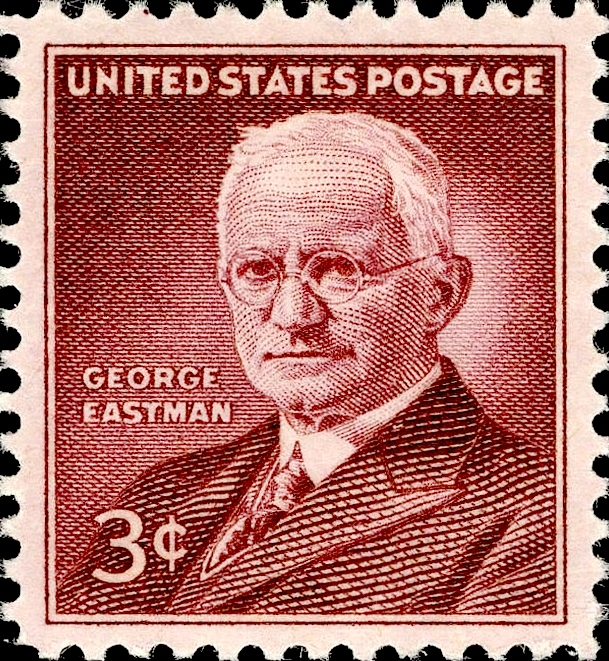
George Eastman número commemoratiu, 1954
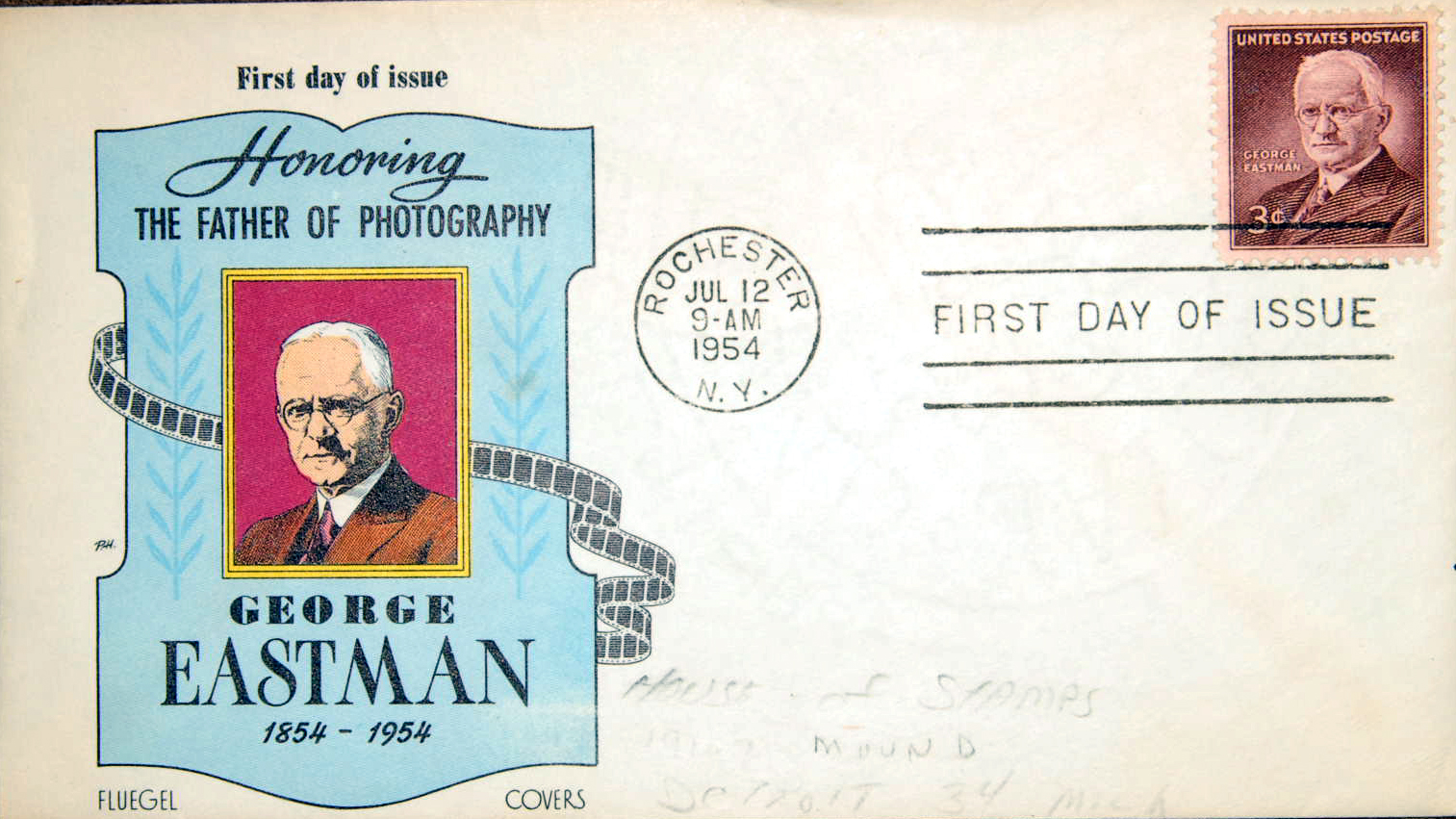
Una portada en honor a Eastman, 1954
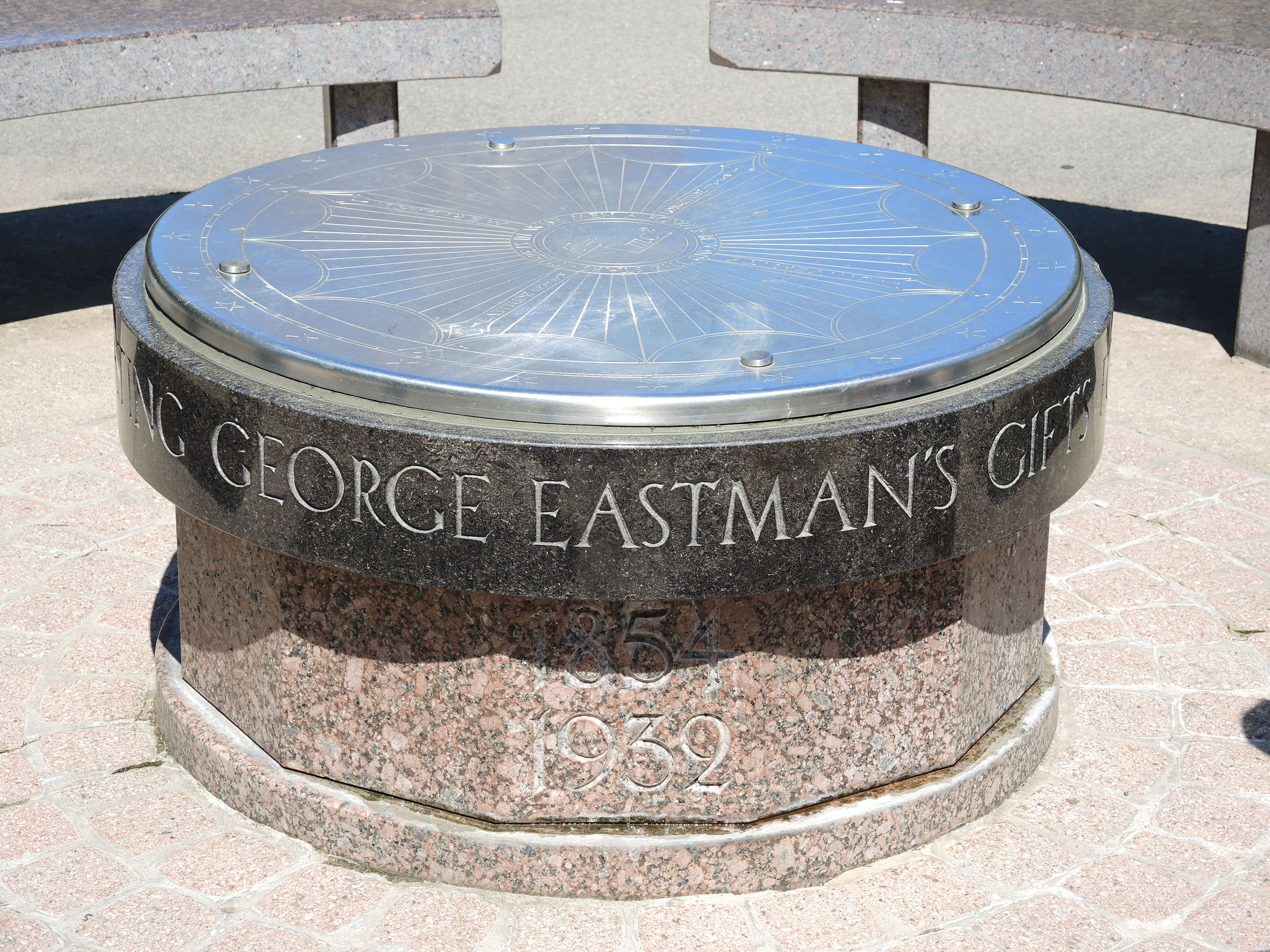
Marcador meridià i memorial d'Eastman